# Ковач, Бела (музыкант)
Бе́ла Ко́вач (венг. Kovács Béla; 1 мая 1937, Будапешт — 7 ноября 2021) ― венгерский кларнетист. Учился в Академии музыки имени Листа по классу Дьёрдя Баласса, и ещё будучи студентом, в 1956 стал музыкантом оркестра Венгерской государственной оперы. В 1961 Ковач основал Венгерский духовой квинтет, в котором играл до 1971, был членом Будапештского камерного ансамбля. С 1975 — профессор Академии имени Листа.
Ковач ― ведущий венгерский кларнетист своего поколения. Обладая отменной техникой и виртуозностью, он с успехом исполнял как классические, так и современные сочинения. Среди его записей ― Концерт и квинтет Моцарта, квинтеты Вебера и Брамса, «Контрасты» Бартока и многочисленные сочинения современных венгерских композиторов. Ковач ― обладатель премии имени Листа (1964) и имени Кошута (1988), заслуженный артист ВНР (1972).
Ковачу принадлежит ряд сочинений для своего инструмента, среди которых наиболее известен цикл «Посвящения» для кларнета соло, задумывавшийся автором как учебный материал, но получивший самостоятельную жизнь на концертной эстраде.